# Bestenliste der Triathleten auf der Ironman-Distanz

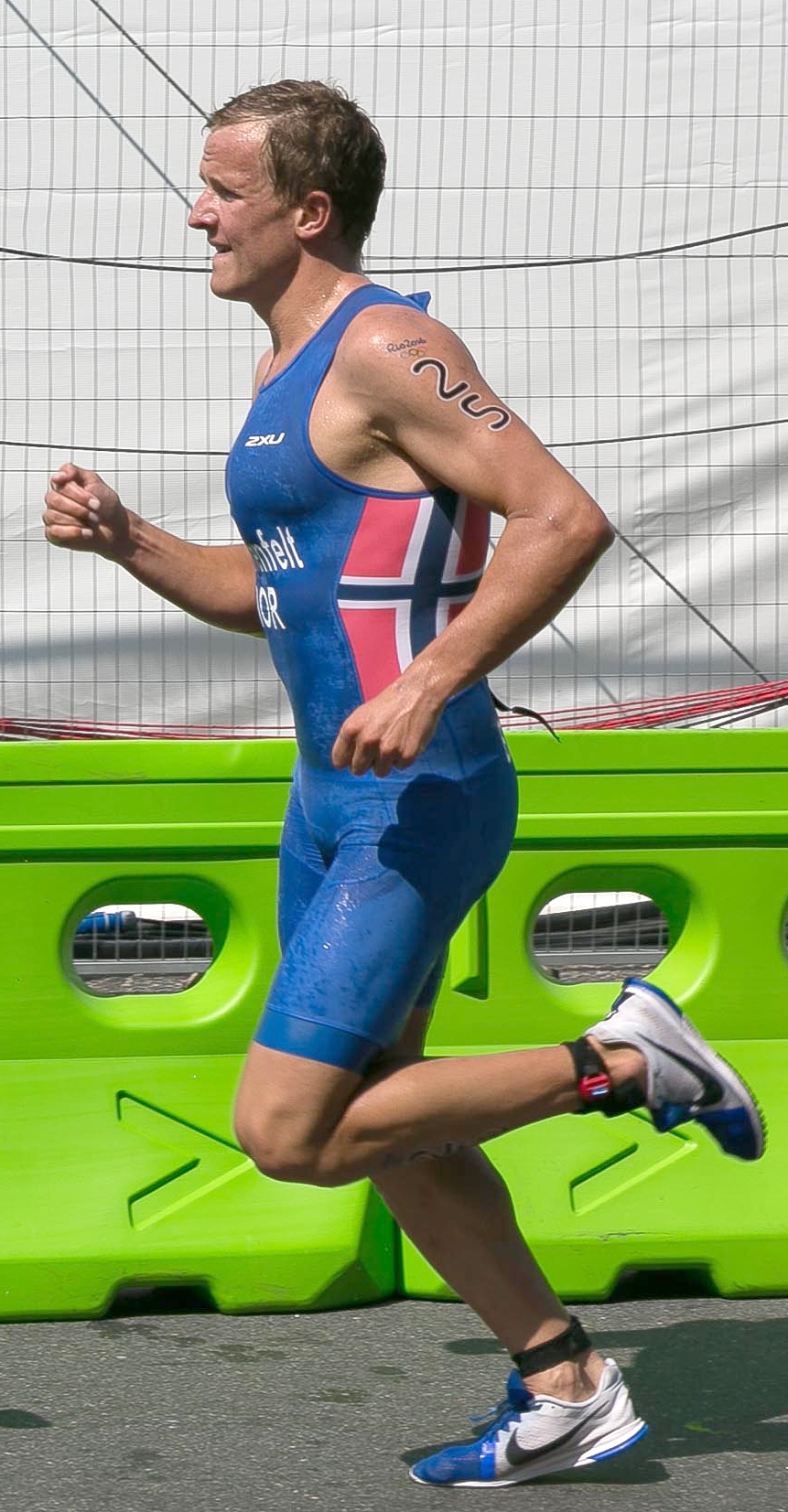
Kristian Blummenfelt bei den Olympischen Sommerspielen in Rio de Janeiro (2016)

Die Bestenliste der Triathleten auf der Ironman-Distanz umfasst alle Zeiten, die global von männlichen Triathleten (Amateure und Profis) bei einem Triathlon über die Langdistanz bzw. Ironman-Distanz (3,86 km Schwimmen, 180,2 km Radfahren und 42,195 km Laufen) erzielt wurden.(Stand 17. August 2025)

## Weltbestzeiten der Männer
Im Jahr 2024 stellte der dänische Triathlet Magnus Ditlev bei der Challenge Roth eine Langstrecken-Weltbestzeit der Männer von 7:23:24 Stunden auf und unterbot damit die zwölf Monate zuvor aufgestellte eigene Bestzeit von der Challenge Roth 2023.
Weltrekorde werden im Triathlon wegen der Variabilität der Streckenprofile generell nicht geführt, auch gibt es keine obligatorische offizielle Vermessung der Wettkampfdistanzen. Selbst die Laufstrecken der großen Langstreckenrennen werden nicht mit dem Jones-Counter vermessen. Daher sind die folgenden Bestzeiten immer mit einer Unsicherheit über die Streckenlängen einzuschätzen. Generell sind verschiedene Strecken auch bei gleicher Streckenlänge nur schwer vergleichbar, da lokale Gegebenheiten wie Witterungsverhältnisse, Klima, Winde, (Meeres)strömung sowie das Höhenprofil weit stärkeren Einfluss haben können. So gelten die Strecken auf Hawaii und Lanzarote als sehr anspruchsvoll, was auch an den dortigen Bestzeiten abzulesen ist. Diese liegen trotz hoher Leistungsdichte der Athleten stets über den Bestzeiten auf den kontinentalen Strecken.
Die Strecke der Challenge Roth im fränkischen Roth hat sich im Laufe der Jahre als weltweit schnellstes Rennen auf dieser Distanz herausgestellt, wobei sowohl Rad- als auch Laufstrecke hier regelmäßig zu kurz ausfallen.
Die offiziellen Verbände ITU, ETU und DTU führen keine Rekorde oder Bestenlisten.
Wettkämpfe, bei denen witterungsbedingt nur ein Duathlon ausgetragen wurde oder Teildistanzen verkürzt werden mussten, finden hier keine Berücksichtigung.

## Top 50 schnellste Zeiten
In dieser Liste sind die 50 schnellsten Zeiten aller Athleten erfasst. Somit sind auch Mehrfachnennungen möglich.
Die Ergebnisse der Frauen finden sich in der Bestenliste der Triathletinnen auf der Ironman-Distanz.
|    | Datum            | Athlet                    | Wettbewerb                 | Austragungsort       | Zeit     | Bemerkung                                                                         |
| -- | ---------------- | ------------------------- | -------------------------- | -------------------- | -------- | --------------------------------------------------------------------------------- |
| 1  | 7. Juli 2024     | Magnus Ditlev             | Challenge Roth             | Roth                 | 07:23:24 | Weltbestzeit, Streckenrekord bei der Challenge Roth; schnellster dänischer Athlet |
| 2  | 26. Apr. 2025    | Kristian Blummenfelt      | Ironman Texas              | The Woodlands        | 07:24:20 | [ 5 ]                                                                             |
| 3  | 25. Juni 2023    | Magnus Ditlev -2-         | Challenge Roth             | Roth                 | 07:24:40 |                                                                                   |
| 4  | 29. Juni 2025    | Kristian Blummenfelt -2-  | Ironman Germany            | Frankfurt am Main    | 07:25:57 | Streckenrekord beim Ironman Germany (Ironman European Championship)               |
| 5  | 4. Juni 2023     | Denis Chevrot             | Ironman Hamburg            | Hamburg              | 07:26:21 | Schnellster französischer Athlet                                                  |
| 6  | 18. Aug. 2024    | Kristian Blummenfelt -3-  | Ironman Germany            | Frankfurt am Main    | 07:27:21 |                                                                                   |
| 7  | 17. Aug. 2025    | Finn Große-Freese         | Ironman Copenhagen         | Kopenhagen           | 07:27:36 | Schnellster deutscher Athlet                                                      |
| 8  | 18. Juli 2021    | Jan Frodeno               | Tri Battle Royale          | Immenstadt im Allgäu | 07:27:53 | nicht-wettkampfregelkonformes Rennen                                              |
| 9  | 17. Aug. 2025    | Mathias Lyngsø Petersen   | Ironman Copenhagen         | Kopenhagen           | 07:28:10 |                                                                                   |
| 10 | 6. Okt. 2024     | Jan Stratmann             | Ironman Barcelona          | Barcelona            | 07:28:25 |                                                                                   |
| 11 | 29. Juni 2025    | Kristian Høgenhaug        | Ironman Germany            | Frankfurt am Main    | 07:28:32 |                                                                                   |
| 12 | 6. Juli 2025     | Sam Laidlow               | Challenge Roth             | Roth                 | 07:29:35 |                                                                                   |
| 13 | 29. Juni 2025    | Casper Stornes            | Ironman Germany            | Frankfurt am Main    | 07:29:48 |                                                                                   |
| 14 | 25. Juni 2023    | Patrick Lange             | Challenge Roth             | Roth                 | 07:30:04 |                                                                                   |
| 15 | 17. Aug. 2025    | Jesper Svensson           | Ironman Copenhagen         | Kopenhagen           | 07:30:10 | Schnellster schwedischer Athlet                                                   |
| 16 | 6. Okt. 2024     | Wilhelm Hirsch            | Ironman Barcelona          | Barcelona            | 07:30:16 |                                                                                   |
| 17 | 4. Juni 2023     | Pieter Heemeryck          | Ironman Hamburg            | Hamburg              | 07:31:01 | Schnellster belgischer Athlet                                                     |
| 18 | 4. Juni 2023     | Kristian Høgenhaug -2-    | Ironman Hamburg            | Hamburg              | 07:31:12 | [ 6 ]                                                                             |
| 19 | 6. Juli 2025     | Jonas Schomburg           | Challenge Roth             | Roth                 | 07:31:24 |                                                                                   |
| 20 | 4. Juni 2023     | Jan Frodeno -2-           | Ironman Hamburg            | Hamburg              | 07:31:39 | [ 6 ]                                                                             |
| 21 | 1. Juni 2025     | Luciano Taccone           | Ironman Brasil             | Florianópolis        | 07:31:46 | Streckenrekord beim Ironman Brasil                                                |
| 22 | 18. Aug. 2024    | Kieran Lindars            | Ironman Germany            | Frankfurt am Main    | 07:32:14 | Schnellster britischer Athlet                                                     |
| 23 | 26. Apr. 2025    | Antonio Benito López      | Ironman Texas              | The Woodlands        | 07:32:23 | Schnellster spanischer Athlet                                                     |
| 24 | 6. Okt. 2024     | Dylan Magnien             | Ironman Barcelona          | Barcelona            | 07:32:40 |                                                                                   |
| 25 | 26. Apr. 2025    | Rodolphe Von Berg         | Ironman Texas              | The Woodlands        | 07:33:26 | Schnellster US-amerikanischer Athlet                                              |
| 26 | 18. Aug. 2024    | Gregory Barnaby           | Ironman Germany            | Frankfurt am Main    | 07:33:44 |                                                                                   |
| 27 | 29. Juni 2025    | Gustav Iden               | Ironman Germany            | Frankfurt am Main    | 07:33:51 |                                                                                   |
| 28 | 3. Dez. 2023     | Daniel Lund Bækkegård     | Ironman Western Australia  | Busselton            | 07:34:23 |                                                                                   |
| 29 | 4. Nov. 2023     | Rodolphe Von Berg -2-     | Ironman Florida            | Panama City          | 07:34:41 | Streckenrekord beim Ironman Florida                                               |
| 30 | 26. Apr. 2025    | Daniel Lund Bækkegård -2- | Ironman Texas              | The Woodlands        | 07:35:04 |                                                                                   |
| 31 | 18. Aug. 2024    | Kristian Høgenhaug -3-    | Ironman Germany            | Frankfurt am Main    | 07:35:32 |                                                                                   |
| 32 | 17. Juli 2016    | Jan Frodeno -3-           | Challenge Roth             | Roth                 | 07:35:39 |                                                                                   |
| 33 | 3. Juli 2022     | Magnus Ditlev -3-         | Challenge Roth             | Roth                 | 07:35:48 |                                                                                   |
| 34 | 18. Aug. 2024    | Menno Koolhaas            | Ironman Germany            | Frankfurt am Main    | 07:35:51 |                                                                                   |
| 35 | 26. Oktober 2024 | Patrick Lange -2-         | Ironman Hawaii             | Kailua-Kona          | 07:35:53 | Streckenrekord beim Ironman Hawaii                                                |
| 36 | 29. Juni 2025    | Jonas Hoffmann            | Ironman Germany            | Frankfurt am Main    | 07:35:55 |                                                                                   |
| 37 | 9. Sep. 2023     | Menno Koolhaas -2-        | Challenge Almere-Amsterdam | Almere               | 07:36:36 | Streckenrekord bei der Challenge Almere-Amsterdam                                 |
| 38 | 14. Juli 2024    | Antonio Benito López -2-  | Ironman Vitoria-Gasteiz    | Vitoria-Gasteiz      | 07:36:38 |                                                                                   |
| 39 | 25. Juni 2023    | Ben Kanute                | Challenge Roth             | Roth                 | 07:37:01 |                                                                                   |
| 40 | 26. Apr. 2025    | Casper Stornes -2-        | Ironman Texas              | The Woodlands        | 07:37:04 |                                                                                   |
| 41 | 1. Juni 2025     | Manoel Messias            | Ironman Brasil             | Florianópolis        | 07:37:11 | erster Start auf der Ironman-Distanz; Ironman-Marathon-Rekord in 2:26:50 h        |
| 42 | 18. Aug. 2024    | Jonas Hoffmann -2-        | Ironman Germany            | Frankfurt am Main    | 07:37:39 |                                                                                   |
| 43 | 12. Sep. 2021    | Kristian Høgenhaug -4-    | Challenge Almere-Amsterdam | Almere               | 07:37:46 |                                                                                   |
| 44 | 7. Juli 2024     | Thomas Bishop             | Challenge Roth             | Roth                 | 07:37:54 |                                                                                   |
| 45 | 6. Okt. 2024     | Mikel Ugarte Ramos        | Ironman Barcelona          | Barcelona            | 07:37:55 |                                                                                   |
| 46 | 6. Juli 2025     | Jan Stratmann -2-         | Challenge Roth             | Roth                 | 07:37:59 |                                                                                   |
| 47 | 26. Apr. 2025    | Paul Schuster             | Ironman Texas              | The Woodlands        | 07:38:35 |                                                                                   |
| 48 | 18. Aug. 2024    | Kacper Stepniak           | Ironman Germany            | Frankfurt am Main    | 07:38:47 |                                                                                   |
| 49 | 6. Juli 2025     | Vincent Luis              | Challenge Roth             | Roth                 | 07:38:54 |                                                                                   |
| 50 | 7. Juli 2024     | Jan Stratmann -3-         | Challenge Roth             | Roth                 | 07:38:57 |                                                                                   |

## Disziplinrekorde
Nachfolgend werden die jeweils zehn schnellsten Zeiten der Einzelstrecken gelistet.

### Schwimmen (3,86km)
|   | Datum         | Athlet               | Wettbewerb          | Austragungsort | Zeit      | Bemerkungen / Nachweis |
| - | ------------- | -------------------- | ------------------- | -------------- | --------- | ---------------------- |
| 1 | 28. Sep. 2014 | Barrett Brandon      | Ironman Chattanooga | Chattanooga    | 38:06 min |                        |
| 2 | 28. Sep. 2014 | Eric Limkemann       | Ironman Chattanooga | Chattanooga    | 38:10 min |                        |
| 3 | 26. Nov. 2017 | Jarrod Shoemaker     | Ironman Mexico      | Cancun         | 39:17 min | [ 10 ]                 |
| 4 | 26. Nov. 2017 | Iván Raña            | Ironman Mexico      | Cancun         | 39:19 min |                        |
| 5 | 21. Nov. 2021 | Paul Schuster        | Ironman Mexico      | Cancun         | 39:39 min |                        |
| 6 | 21. Nov. 2021 | Kristian Blummenfelt | Ironman Mexico      | Cancun         | 39:41 min |                        |
| 7 | 21. Nov. 2021 | Tim Rea              | Ironman Mexico      | Cancun         | 39:42 min |                        |
| 8 | 21. Nov. 2021 | Robert Wilkowiecki   | Ironman Mexico      | Cancun         | 39:45 min |                        |
| 9 | 21. Nov. 2021 | Pamphiel Pareyn      | Ironman Mexico      | Cancun         | 39:48 min |                        |
| 9 | 24. Nov. 2024 | Marten van Riel      | Ironman Mexico      | Cancun         | 39:48 min |                        |

### Radfahren (180,2 km)
|    | Datum         | Athlet               | Wettbewerb              | Austragungsort       | Zeit      | Bemerkungen / Nachweis              |
| -- | ------------- | -------------------- | ----------------------- | -------------------- | --------- | ----------------------------------- |
| 1  | 29. Juni 2025 | Kristian Høgenhaug   | Ironman Germany         | Frankfurt am Main    | 3:52:10 h |                                     |
| 2  | 26. Apr. 2025 | Cameron Wurf         | Ironman Texas           | The Woodlands        | 3:53:32 h | [ 11 ]                              |
| 3  | 29. Juni 2025 | Cameron Wurf         | Ironman Germany         | Frankfurt am Main    | 3:53:46 h |                                     |
| 4  | 14. Juli 2024 | Robert Kallin        | Ironman Vitoria-Gasteiz | Vitoria-Gasteiz      | 3:54:33 h | [ 12 ]                              |
| 5  | 18. Juli 2021 | Jan Frodeno          | Tri Battle Royale       | Immenstadt im Allgäu | 3:55:22 h |                                     |
| 6  | 26. Apr. 2025 | Robert Kallin        | Ironman Texas           | The Woodlands        | 3:55:55 h |                                     |
| 7  | 26. Apr. 2025 | Nick Thompson        | Ironman Texas           | The Woodlands        | 3:56:26 h |                                     |
| 8  | 4. Juni 2023  | Kristian Høgenhaug   | Ironman Hamburg         | Hamburg              | 3:57:01 h | Ironman European Championships      |
| 9  | 26. Apr. 2025 | Kristian Blummenfelt | Ironman Texas           | The Woodlands        | 3:57:14 h |                                     |
| 10 | 26. Apr. 2025 | Rodolphe Von Berg    | Ironman Texas           | The Woodlands        | 3:57:17 h | Ironman North American Championship |

### Laufen (42,195 km)
|    | Datum         | Athlet               | Wettbewerb      | Austragungsort    | Zeit      | Bemerkungen / Nachweis               |
| -- | ------------- | -------------------- | --------------- | ----------------- | --------- | ------------------------------------ |
| 1  | 1. Juni 2025  | Manoel Messias       | Ironman Brasil  | Florianópolis     | 2:26:50 h | erster Start auf der Ironman-Distanz |
| 2  | 6. Juli 2025  | Matt Hanson          | Challenge Roth  | Roth              | 2:28:03 h |                                      |
| 3  | 15. Juni 2025 | Matt Hanson          | Ironman Cairns  | Cairns            | 2:30:21 h |                                      |
| 4  | 25. Juni 2023 | Patrick Lange        | Challenge Roth  | Roth              | 2:30:27 h | [ 14 ]                               |
| 5  | 3. Juli 2022  | Patrick Lange        | Ironman Israel  | Tiberias          | 2:30:32 h | [ 15 ]                               |
| 6  | 29. Juni 2025 | Kristian Blummenfelt | Ironman Germany | Frankfurt am Main | 2:30:59 h | Ironman European Championships       |
| 7  | 4. Juni 2023  | Denis Chevrot        | Ironman Hamburg | Hamburg           | 2:31:39 h | Ironman European Championships       |
| 8  | 18. Aug. 2024 | Kristian Blummenfelt | Ironman Germany | Frankfurt am Main | 2:32:29 h | Ironman European Championships       |
| 9  | 10. Sep. 2023 | Patrick Lange        | Ironman Nizza   | Nizza             | 2:32:41 h | Ironman World Championships          |
| 10 | 26. Apr. 2025 | Kristian Blummenfelt | Ironman Texas   | The Woodlands     | 2:34:03 h |                                      |